# Via Lucis
(Congregazione per il culto divino e la disciplina dei sacramenti, Direttorio su Pietà popolare e Liturgia. Principi e orientamenti, 153)

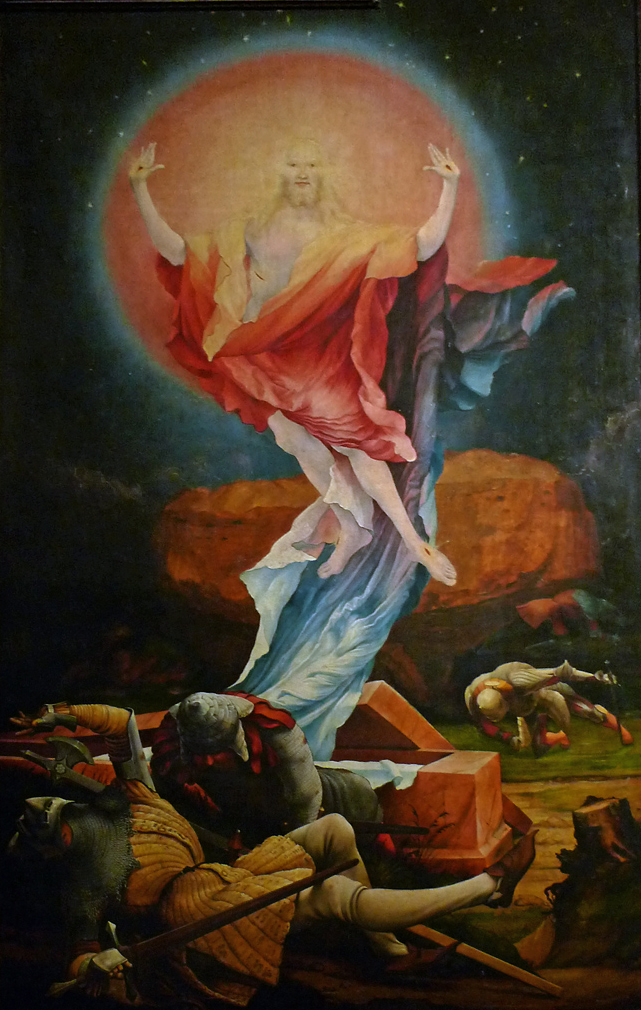
Matthias Grünewald, Cristo in maestà, dall'Altare di Isenheim (1515).

La Via Lucis (dal latino, Via della Luce) è un rito liturgico–devozionale cattolico, nel quale si ricordano e si celebrano gli eventi della vita di Cristo e della Chiesa nascente dalla risurrezione di Gesù alla Pentecoste.

## Storia
«Sorta in tempi recenti […] come naturale coronamento della Via Crucis», la Via Lucis ne ricalca la configurazione (in 14 stazioni) e la struttura interna (passo evangelico — commento/meditazione — preghiera del Pater noster — breve responsorio).

## Significato spirituale
Riportiamo la testimonianza della Congregazione per il culto divino e la disciplina dei sacramenti:
(Congregazione per il culto divino e la disciplina dei sacramenti, Direttorio su Pietà popolare e Liturgia. Principi e orientamenti, 153)
(idem)
È uso recitare la Via Lucis nel Tempo di Pasqua (ovvero proprio nel periodo dell'anno liturgico che celebra quegli eventi di cui questa liturgia fa memoria).

## Struttura

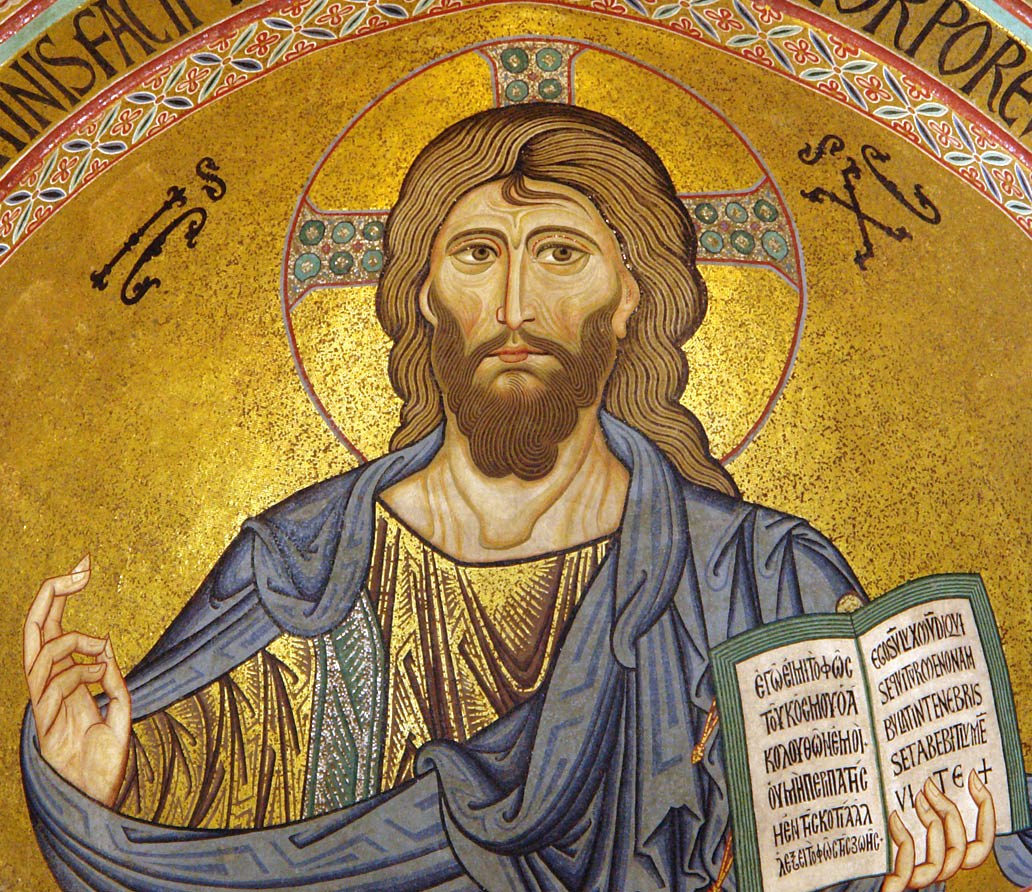
Il Cristo Pantocratore del Duomo di Cefalù.

La struttura della Via Lucis è la seguente:
- segno della croce
- formula trinitaria di introduzione
- responsorio proprio

/ custodiscici nella luce, o Madre del Signore.»
- 14 stazioni, ognuna con questa struttura:
  - passo evangelico
  - commento/meditazione del passo letto
  - recita del Padre Nostro (1 volta)
  - responsorio proprio (come sopra)
- (consigliato) canto dell'Alleluia
- orazione propria

per intercessione di Maria Vergine concedi a noi di godere la luce della vita senza fine.

Per Cristo nostro Signore.

/ Amen.»
- formula di conclusione
- benedizione trinitaria
- (consigliato) canto del Regina Coeli

### Le 14 stazioni
Le stazioni della Via Lucis sono le seguenti:
1. Gesù risorto dalla morte 
2. I discepoli trovano il sepolcro vuoto
3. Il Risorto si manifesta alla Maddalena

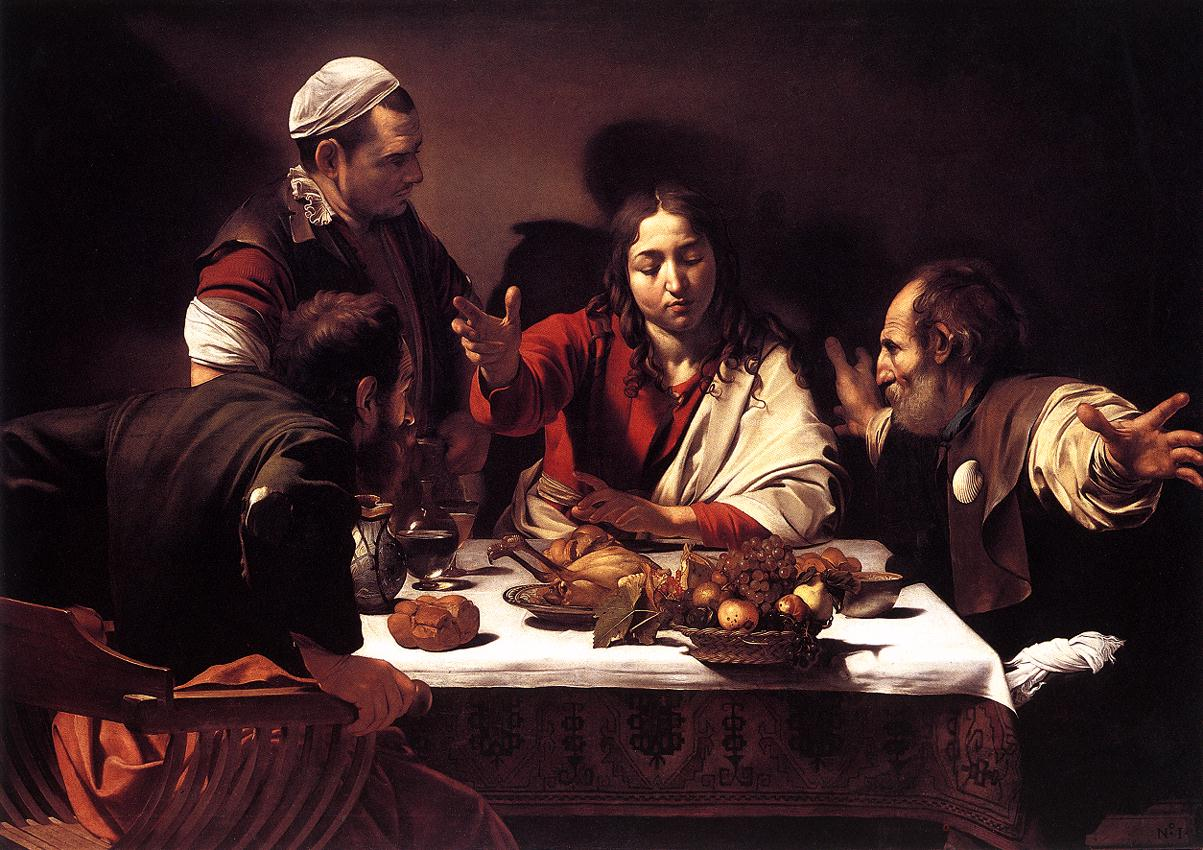
Caravaggio, Cena in Emmaus, 1601.

4. Il Risorto sulla strada di Emmaus
5. Il Risorto spezza e dona il pane
6. Il Risorto si manifesta ai discepoli 
7. Il Risorto dà il potere di rimettere i peccati
8. Il Risorto conferma la fede di Tommaso (in albis)

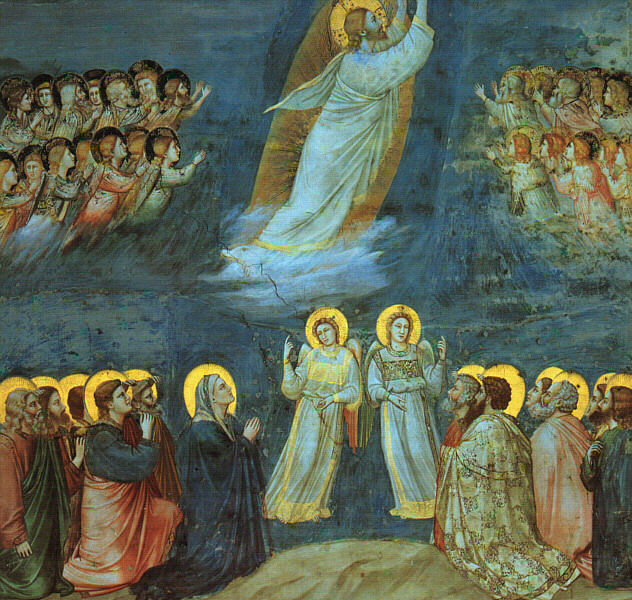
Giotto, Ascensione di Gesù, Cappella degli Scrovegni, Padova.

9. Il Risorto si manifesta sul Lago di Tiberiade
10. Il Risorto conferisce il primato a Pietro
11. Il Risorto invia i discepoli nel mondo
12. Il Risorto ascende al cielo
13. Elezione del discepolo Mattia con Maria, in attesa dello Spirito Santo
14. Il Risorto manda dal cielo lo Spirito Santo (Pentecoste)